# John Grew
Pour les articles homonymes, voir Grew.
John (Morton) Grew, né le 30 avril 1940 à Glenholme, Nouvelle-Écosse, est un organiste, claveciniste, et professeur canadien. 

## Biographie
Il fait ses études musicales à l’université Mount Allison (Sackville, Nouveau-Brunswick) où il travaille le piano et l'orgue, et obtient un baccalauréat en 1961. Il poursuit à l'université du Michigan à Ann Arbor où il décroche une maîtrise en 1966.
Il a eu notamment comme professeurs Maitland Farmer, Marilyn Mason, Kenneth Gilbert, Marie-Claire Alain et Luigi Ferdinando Tagliavini. Pendant ses études, il a été boursier du Conseil des Arts du Canada. En 1970, le jury du Concours international d'orgue de Genève lui décerne la première médaille à l'unanimité.
De 1966 à 1973, il exerce différentes fonctions de chargé de cours au sein de plusieurs universités, tant américaines que canadiennes. Il est organiste et maître de chapelle dans diverses églises du Nouveau-Brunswick et de l'Ontario, puis, de 1967 à 1980, à la Queen Mary Road United Church de Hampstead (Montréal). 
Depuis 1973, il enseigne à la Faculté de musique de l’université McGill (École de musique Schulich depuis 2005) et y dirige les études d'orgue, en plus d'y organiser chaque année une Académie estivale d'orgue depuis 1998.
Membre du Collège royal canadien des organistes et de l'Association française pour la sauvegarde de l'orgue ancien, il est aussi membre actif de plusieurs autres associations organistiques au Canada, en France et aux États-Unis. 
En 1977, collaboration avec le facteur Hellmuth Wolff il conçoit et fait construire un orgue classique français pour la Salle Redpath, inauguré en juin 1981, qui sert pour de nombreux récitals et enregistrements. Avec Donald Mackey, John Grew organise pour l’occasion un vaste symposium « L'Orgue à notre époque » qui a attiré quelque 400 participants d'Europe, des États-Unis et du Canada à la salle Redpath de l'université McGill. 
Depuis 1985, il occupe le poste d'organiste de l'université McGill.
En 1986, il fonde en Nouvelle-Écosse «Musique royale», un festival d'été de musique ancienne dont il est conseiller artistique, présenté sur des sites historiques de la côte atlantique. 
De 1991 à 1996, John Grew est doyen de la Faculté de musique de McGill.
Il mène aussi une carrière de récitaliste (clavecin et orgue) au Canada, en Angleterre, en Autriche, en Allemagne, en Belgique, en France, en Suisse et en Yougoslavie. Il s'est également fait entendre à plusieurs reprises à la radio de la SRC.
Il est membre de jurys pour différents concours, notamment à Boston et à Nuremberg (Allemagne).
En 2008, il organise avec succès la première édition du Concours international d'orgue du Canada.

## Honneurs
John Grew a reçu plusieurs doctorats honorifiques, dont un du United Theological College de Montréal en 1987, et un de l’université Mount Allison en 1989.
En 2005, il reçoit le Distinguished Teaching Award de l'université McGill en reconnaissance du succès exceptionnel obtenu avec ses élèves.

## Discographie
- Buxtehude, 5 Pièces d'orgue : 1987; McGill University Records 750029-2 (CD).
- Daquin, Lebègue, Dandrieu : Variations sur des noëls; 1982; McGill University Records 82014.
- Hambraeus, Livre d'orgue vol. III : (1986); McGill University Records 85024.
- De Grigny, Livre d’Orgue, ATMA ACD 22169/70 (1998) Orgue Hellmuth Wolff de la salle Redpath de l’Université McGill, Montréal.
- Widor, Symphonies 5 et 9, ATMA ACD22370 (2007) Orgue Casavant de l’église Saint-Nom-de-Jésus, Montréal.